# Aulacodes psyllalis
Aulacodes psyllalis là một loài bướm đêm trong họ Crambidae.